# Kírovsk (Múrmansk)
Kírovsk (del ruso: Ки́ровск), también conocida como Jibinogorsk (Хибиного́рск) hasta 1934, es una ciudad rusa ubicada en la óblast de Múrmansk. Dentro de la óblast, forma una unidad administrativa que no pertenece a ninguno de sus distritos o raiones, y que posee autogobierno local bajo la forma jurídica de ókrug municipal.
Kírovsk se encuentra inmersa en una depresión en el macizo de Jibiny y esta a las orillas del lago Bolshói Vudyavr (Большой Вудъявр). Se halla 175 km al sur de Múrmansk.

## Demografía
En 2023, el territorio de la ciudad tenía una población de 26 253 habitantes, de los cuales 24 271 vivían en la propia ciudad y el resto repartidos en dos pedanías rurales: Koashva y Titán.
La población de Kírovsk se estimaba en 30.500 (2008); siendo menor que los 31.593 registrados en el censo ruso de 2002 y que los 43.526 del censo soviético de 1989.